# Wilhelm von Tegetthoff
Wilhelm von Tegetthoff (ur. 23 grudnia 1827 w Mariborze, zm. 7 kwietnia 1871 w Wiedniu) – wiceadmirał cesarskiej i królewskiej Marynarki Wojennej, uznawany za najwybitniejszego dowódcę floty Austro-Węgier i jednego z bardziej znanych dowódców marynarki XIX wieku, zwycięzca spod Lissy (1866).

## Życiorys

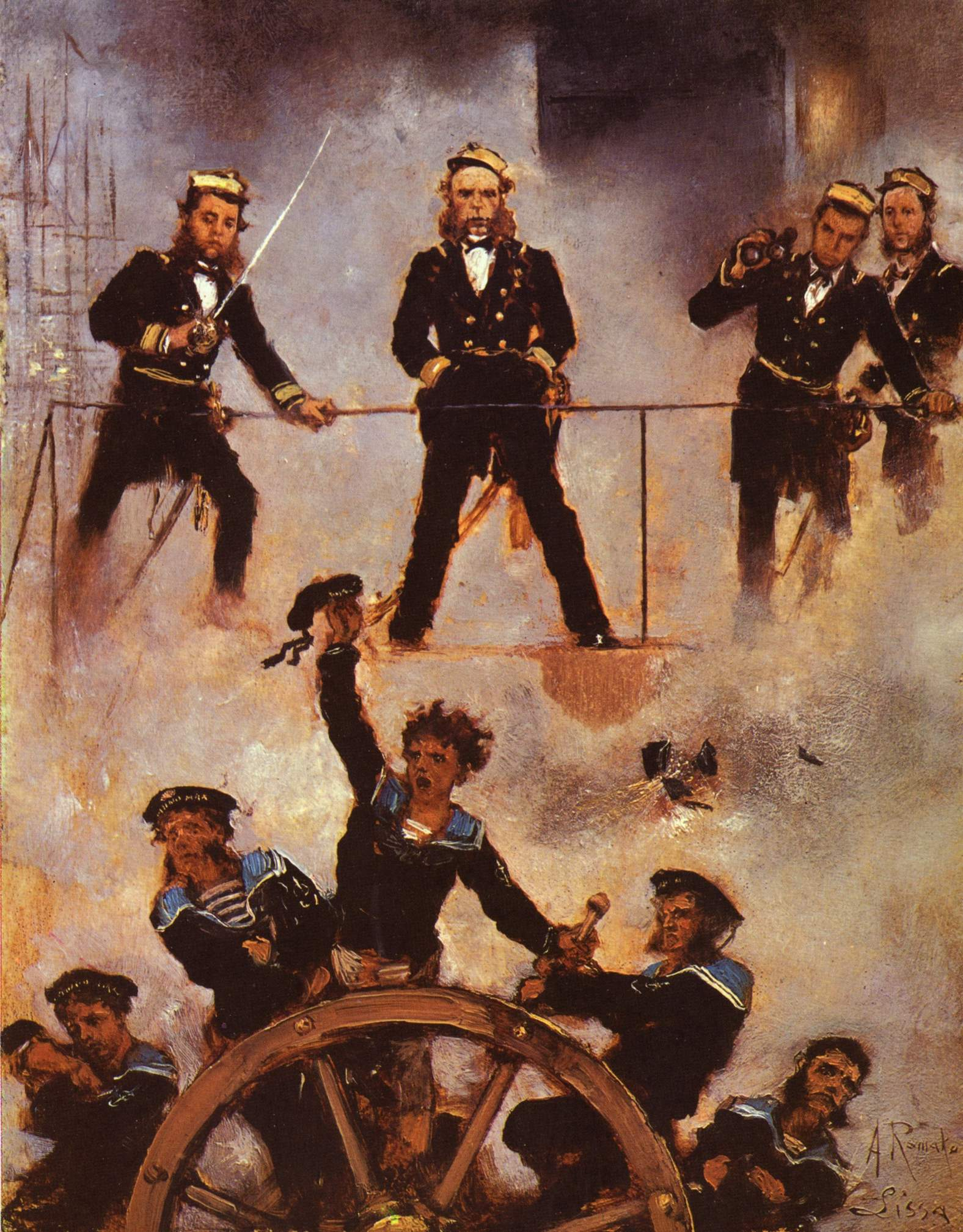
Admirał Tegetthoff podczas bitwy pod Lissą w 1866 (mal. Anton Romako, 1878-1880)

Wilhelm von Tegetthoff urodził się w Marburgu (ob. Maribor), w rodzinie wojskowego austriackiego, wywodzącej się z Westfalii. W 1840 wstąpił do Morskiego Kolegium Kadetów w Wenecji, przygotowującego do służby w marynarce. W 1845 ukończył kolegium z wyróżnieniem i rozpoczął służbę w Marynarce Wojennej Austro-Węgier (Kaiserliche und Königliche Kriegsmarine) jako kadet. Służył początkowo na brygu „Montecuccoli”, następnie korwecie „Adria”, na wodach greckich. W 1849 uczestniczył w tłumieniu wystąpień Wiosny Ludów we Włoszech, zajmując stanowiska sztabowe. We wrześniu 1849 został zastępcą dowódcy korwety „Marianne”, po czym w 1851 awansował na podporucznika i służył na korwecie „Carolina” w Eskadrze Lewantyńskiej na wodach Bliskiego Wschodu.
W 1854 otrzymał swoje pierwsze dowództwo – bocznokołowca „Elisabeth”, a pod koniec 1855 bocznokołowca „Taurus” i awans na kapitana. Dzięki nabytej znajomości problemów Imperium Osmańskiego, przez cały 1856 rok reprezentował Austrię w Sulinie – tureckim porcie u ujścia Dunaju, zyskując swoimi działaniami dyplomatycznymi uznanie Austrii i Turcji. Powierzono mu następnie misję rozpoznania możliwości bazowania floty austriackiej na Morzu Arabskim. W 1858 w uznaniu zasług został awansowany na komandora podporucznika i został szefem I sekcji w dowództwie marynarki, będącym jednocześnie zastępcą dowódcy marynarki, już w październiku tego roku jednak na swoją prośbę został przeniesiony do służby na morzu. Podczas wojny z Francją i Sardynią w 1859 dowodził korwetą „Erzherzog Friedrich”, jednakże marynarka nie odegrała w wojnie znaczącej roli. W 1860 awansował na komandora porucznika, w 1861 na komandora. Służąc w dowództwie marynarki w latach 1861-1862 był jednym z głównych współpracowników dowódcy marynarki arcyksięcia Ferdynanda Maksymiliana w jego reformie floty.
W 1862 Tegetthoff objął dowództwo niewielkiej grupy okrętów zabezpieczających austriackie interesy u wybrzeży Grecji i następnie operującej na wschodnim Morzu Śródziemnym. W obliczu wojny prusko-duńskiej o Szlezwik, Tegetthoff został wysłany z małą eskadrą austriacką na Morze Północne (fregaty „Schwarzenberg” i „Radetzky”), gdzie połączyła się ze słabymi siłami niemieckimi. 9 maja 1864 doszło do nierozstrzygniętej bitwy pod Helgolandem, w której austriackie okręty, zwłaszcza flagowy „Schwarzenberg”, odniosły cięższe uszkodzenia i Tegetthoff wycofał się. Na skutek starcia jednak Duńczycy zaprzestali blokady morskiej portów pruskich. Po bitwie Tegetthoff został uznany w Austrii za zwycięzcę, stając się pierwszym austriackim bohaterem morskim i został następnego dnia awansowany na stopień kontradmirała. Już 21 maja powrócił na Morze Śródziemne, po czym służył jako dowódca Eskadry Lewantyńskiej na wschodnim Morzu Śródziemnym.
Podczas wojny Włoch i Prus z Austrią w 1866 roku (siedmiotygodniowej), Tegetthoff został wyznaczony dowódcą austriackiej floty, po czym podjął energiczne działania w celu jej mobilizacji i zwiększenia jej wartości bojowej. Mimo posiadania słabszej floty od włoskiej, wierzył w konieczność operacji ofensywnych i podjął wypad przeciw bazie floty włoskiej w Ankonie, jednak Włosi nie nawiązali starcia. 20 lipca 1866, w związku z atakiem floty włoskiej na wyspę Lissa (Vis), Tegetthoff poprowadził eskadrę austriacką do bitwy, w której podjął śmiałą taktykę zniwelowania włoskiej przewagi w artylerii przez walkę na bliskie odległości i taranowanie. Na skutek umiejętnej taktyki Tegetthoffa i błędów popełnionych przez Włochów, bitwa pod Lissą zakończyła się zwycięstwem Austriaków. Został on następnego dnia awansowany na stopień wiceadmirała i odznaczony przez cesarza Franciszka Józefa od razu Krzyżem Komandorskim Wojskowego Orderu Marii Teresy (z pominięciem Krzyża Rycerskiego).
Po wojnie, Tegetthoff zrezygnował z dowodzenia eskadrą i został wysłany w podróż po USA m.in. w celu zapoznania się z nowymi okrętami pancernymi. Latem 1867 powierzono mu misję odzyskania od powstańców meksykańskich ciała rozstrzelanego arcyksięcia Ferdynanda Maksymiliana (cesarza Meksyku), co udało mu się dokonać po długich negocjacjach.
Po powrocie, Tegetthoff został powołany na stanowisko komendanta Marynarki Wojennej i szefa Sekcji Marynarki Wojennej w Ministerstwie Wojny Rzeszy, na którym stanowisku zajął się reformami marynarki, w miarę przyznawanych mu z oporami przez ministra wojny środków finansowych. Borykał się także z trudnościami ze strony zwolenników rozbudowy fortyfikacji nadbrzeżnych w miejsce silnej floty. W 1870 z uwagi na niemożność dokonania pożądanych przez siebie zmian i chorobę – rak wargi, z którą walczył od 1866, odszedł ze stanowiska. 7 kwietnia 1871 zmarł w Wiedniu na zapalenie płuc.
Tegetthoff nie ożenił się i nie miał dzieci. Był uznawany za porywczego i surowego, lecz sprawiedliwego perfekcjonistę. Mimo sławy, z powodu cech charakteru i swojego indywidualizmu, nie był popularny wśród wyższych oficerów, natomiast był szanowany i podziwiany przez marynarzy i niższych oficerów.
Imieniem Tegetthoffa nazwano austriacki pancernik „Tegetthoff” typu Viribus Unitis z 1913.

## Awanse
- 1845 – kadet (Kadett)
- 1848 – chorąży marynarki (Fähnrich zur See)
- 1851 – podporucznik marynarki
- ? – porucznik
- 1855 – kapitan marynarki
- 1858 – komandor porucznik (Korvettenkapitän)
- 1860 – komandor porucznik (Fregattenkapitän)
- 1861 – komandor (Linienschiffskapitän)
- 1864 – kontradmirał
- wiceadmirał – 1 sierpnia 1866[2]

## Odznaczenia[1]
- Krzyż Wielki Orderu Leopolda
- Komandor Orderu Marii Teresy
- Kawaler Orderu Korony Żelaznej II klasy